# Beate Schlanstein

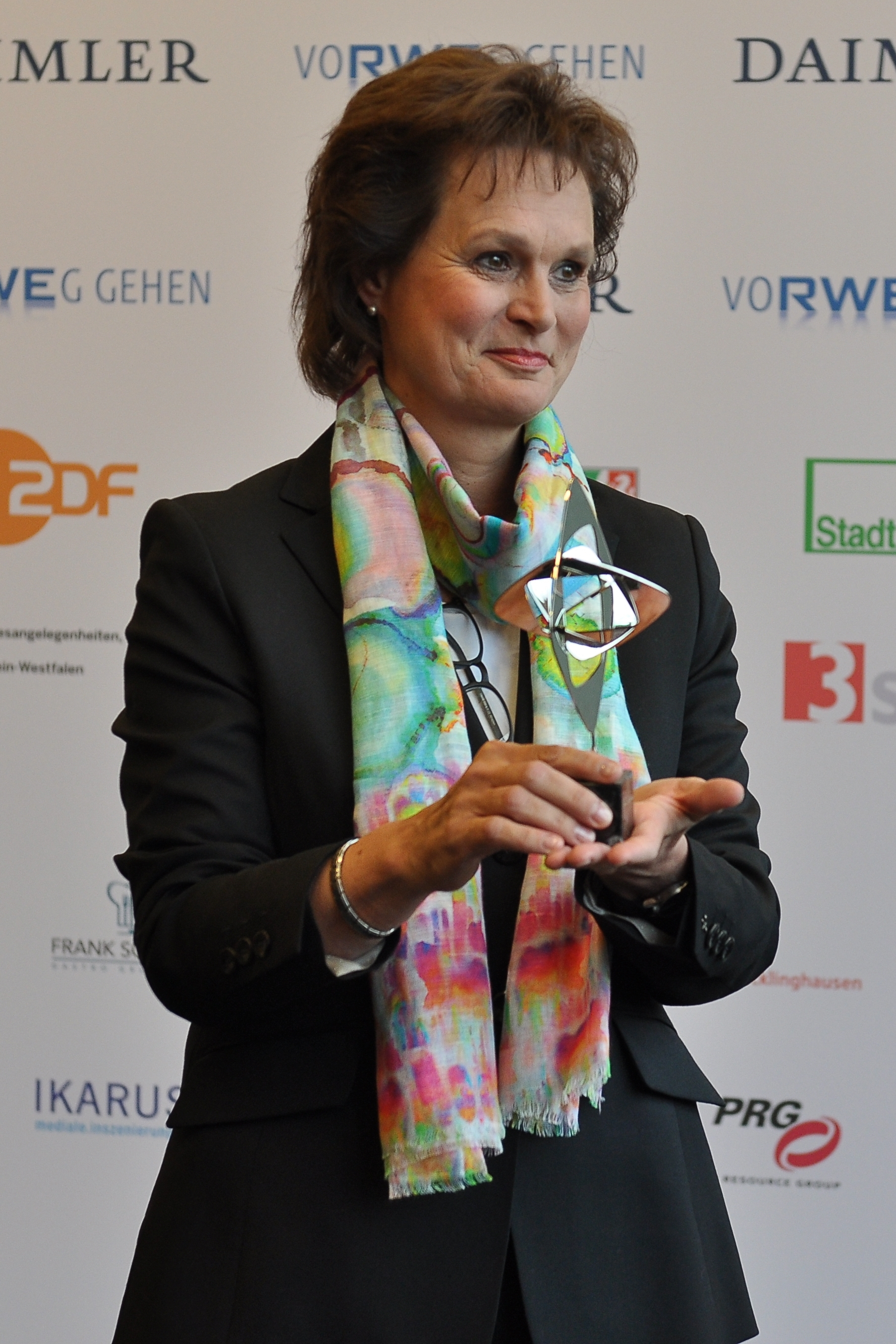
Beate Schlanstein bei der Verleihung des Grimme-Preises 2015

Beate Schlanstein (* 1961 in Essen) ist Fernsehredakteurin des Westdeutschen Rundfunks (WDR). Sie entwickelt und betreut historische Fernsehbeiträge.

## Leben
Schlanstein studierte Roman- und Anglistik, Polit- und Geschichtswissenschaften in Bochum, Paris und Hamburg. Es folgten Hörfunkreportagen im Zeitfunk des Hessischen Rundfunks und Volontariat. Mit 29 Jahren wurde sie 1990 Redakteurin der Programmgruppe Geschichte/Zeitgeschichte des WDR, 2001 stellvertretende Leiterin der Programmgruppe Gesellschaft/Dokumentation.
Sie war Gastdozentin des Fachbereichs Literatur und Sprache der Universität-Gesamthochschule Essen.
Schlanstein führt in ihren Vorträgen aus, das die Zuschauernachfrage von Geschichtsformaten steigt, weshalb der Öffentlich-rechtliche Rundfunk mit vermehrtem Angebot reagiert. Sie erklärt auch, dass es keine ausschließlichen Dokumentationen mehr geben wird, sondern sich fortan Spiel- und dokumentarische Szenen abwechseln werden (Infotainment) und folgt damit dem Privatfernsehen.

## Produkte
Bücher
- Raus in die Stadt. Ein Stadtführer für Kinder durch Frankfurt und seine Geschichte, mit Beate Jacobi, Elefanten Press Verlag, Berlin 1987
- Raus in die Stadt. Ein Stadtführer für Kinder durch Essen und seine Geschichte, Elefanten Press Verlag, berlin 1988
- Der Erste Weltkrieg Das Buch zur ARD-Fernsehserie. Rowohlt Verlag, Berlin 2004
- Als die Deutschen weg waren, Buch zur Serie. Rowohlt Berlin 2005

Filme
- (Hrsg.)Carsten Günther, Heike Mund: Wir in Nordrhein-Westfalen 1. NRW – Der Anfang. DVD-ROM (2006) Klartext

TV 1990–2001
- Peter Weiss – Die Ermittlung. Auschwitz auf der Bühne (1990). 20 min.
- Das Phantom von Bonn (1996), Mitproduzentin, WDR/NDR
- Zweiteiler Echo der Arbeit (1998), Filmproduzentin
- Wir Kommunistenkinder. R.: Inga Wolfram, Helge Trimpert 60 min (1998)
- Die Völkerfreundschaft (2000). 15 min. Havel Film Babelsberg für WDR
- Vierteiler Abenteuer Ruhrpott (2001)
- Fleischproduktion auf Abwegen (2001). 456 Minuten
- Illusionslos auf der Suche nach der Utopie (2001), über Ingeborg Bachmann
- Italiens blutiges Staatsgeheimnis – Dario Fo klagt an (2001)
- Der Blick nach drüben – 40 Jahre Mauerbau (2001) WDR Geschichtsnacht

TV 2002
- Allein gegen den Führer – Georg Elser. (2002) Regie: Rüdiger Liedtke
- Die zwei Leben des Dr. Fischer. Ein Arzt in Auschwitz und der DDR R.: Karin und Till Ludwig (2002)
- Das Gefängnis. Landsberg und die Entstehung der Republik. Deutsche im US-Kriegsverbrechergefängnis Landsberg (2002). R.: Lutz Hachmeister.
- Verschollen in Ostpreußen. Der lange Weg der „Wolfskinder“ (2002) R.: Hans-Dieter Rutsch
- Die kleine Schwester. Die „Weiße Rose“ – ein Vermächtnis (2002). R,: Michael Verhoeven
- Menschen und Hotels. Sacher, Wien (2002). R.: Rita Knobel-Ulrich
- Das andere Gesicht des Feindes. Amira Hass – Eine israelische Journalistin im Westjordanland (2002), Reportage von Wiltrud Kremer
- Dreiteiler Die Vertriebenen. Hitlers letzte Opfer (2002)
- Vierteiler Kollaborateure unterm Hakenkreuz (2002)

TV 2003
- Häftling 113 993. Ein Deutscher in der Todeszelle (über Dieter Riechmann, 2003). R.: Peter F. Müller
- Mord auf Kephallonia. ital. Widerstand in Griechenland 1943. (2003)
- Am Abgrund – Anatomie der Kuba-Krise. R.: Werner Biermann (2003)
- Die großen Kriminalfälle: Der St. Pauli-Killer (2003) R.: Danuta Harrich-Zandberg und Walter Harrich
- Stalin. Tod eines Diktators (2003) R.: Inga Wolfram, Helge Trimpert
- Der Krupp-Komplex (2003) R.: Reinhold Böhm
- Eine Kopfjagd. Auf der Suche nach dem Schädel des Sultans Mkwawa (2003) R.: Martin Baer
- Einsteins Boot. Hitlers kleine Profiteure (2003) R.: Heinrich Billstein

TV 2004
- Jüdische Mischlinge in der Wehrmacht – Die Soldaten mit dem halben Stern (2004)
- Tagebuch einer Ausgrenzung. Das Leben der Familie Klepper 1932–1942 (2004) R.: Rolf Bergmann, Jürgen Buch
- Offene Wunde Palästina (2004).R.:Annette von Wangenheim
- Hitlers Geld (2004) R.: Ingo Helm
- Vierteiler Damals in der DDR (MDR/WDR, 2004), Co-Redakteur
- Stari Most – Eine Brücke auf dem Balkan (2004). R.: Peter Miroschnikow
- Auf Leben und Tod – Sternstunden der Medizin (WDR/NDR/ARTE, 2005), Redakteur
- Als der Ruhrpott noch schwarz-weiß war: – Eine Heimat mit Ecken und Kanten 3-Teiler, Archivcollage (2005)
- Die Todeself – Ein Fußballspiel auf Leben und Tod. Regie: Claus Bredenbrock

TV 2005
- Dreiteiler Als die Deutschen weg waren. Schlesien nach 1945 (2005)
- Frauen als Beute. Wehrmacht und Prostitution – über den Missbrauch von Frauen in deutschen Militärbordellen. (2005) 43 min. Aquino Film
- Dreiteiler Die Zwanziger Jahre (2005) von Florian von Stetten
- Redaktionsmitglied der Serie Unsere 1950er Jahre (2005)
- Das Abenteuer 1956–1960 12-teilige Dokumentationsreihe von Kenneth Burns

TV 2006
- Zweiteiler Industrie-Dynastien in NRW (2006)
- Vierteiler Trümmerjahre an Rhein, Ruhr und Weser (2006)
- Dreiteiler Mein Vater, der Feind (2006/7)
- Rabeneltern (2006), WDR-Auftrag für Havel Film Babelsberg, 30 min
- Mehrteiler Erster Weltkrieg (2006)

## Preise und Teilnahmen
2005 wurde sie mit dem Adolf-Grimme-Preis ausgezeichnet (Damals in der DDR). Schlanstein erhielt den Techfilm-Preis 2005 für die Sendung Aus Leben und Tod – Sternstunden der Medizin.